# Marie Bouzková
Marie Bouzková (nascida em 21 de julho de 1998), é uma tenista profissional tcheca. Ela alcançou o recorde de sua carreira no ranking de simples WTA de No. 24 em 12 de dezembro de 2022. Em 9 de maio de 2022, ela alcançou a posição 24 no ranking de duplas WTA. Até agora, ela ganhou um título de simples (no Aberto de Praga de 2022) e três títulos de duplas no WTA Tour. Nos torneios do Circuito Feminino da ITF, Bouzková conquistou 12 títulos de simples e três títulos de duplas.
Ela conquistou o título individual feminino do Aberto dos Estados Unidos de 2014, derrotando Anhelina Kalinina na final. Ela fez sua estreia no WTA Tour no Aberto do México de 2015, onde perdeu na primeira rodada. Bouzková ganhou destaque após sua campanha até as semifinais na Rogers Cup 2019, onde derrotou Sloane Stephens, Jelena Ostapenko e Simona Halep antes de cair para Serena Williams; apesar de perder, ela forçou a ex-nº 1 do mundo a um jogo de três sets, vencendo o primeiro set por 6–1. Ela ganhou seu primeiro título de torneio WTA em duplas no Birmingham Classic 2021, em parceria com a compatriota Lucie Hradecká.

## Vida pregressa e antecedentes
Bouzková nasceu em Praga, filha de Milan e mãe Kveta, e tem um irmão mais novo, Benjamin Milan. Ela começou a jogar tênis em um clube de propriedade de seus pais em Praga. Ela se mudou para a Flórida aos 10 anos - inicialmente treinou na Bollietieri Academy por dois anos, depois continuou a treinar com o pai e depois com Requeni a partir de 2014. Marie admira o jogo de Serena Williams e Rafael Nadal. Além de tcheco, ela fala inglês, espanhol e um pouco de alemão, e recebeu seu diploma de bacharel em administração de empresas com especialização em marketing e gerenciamento esportivo pela Indiana University East em 2022.

## Carreira profissional

### 2013–15: Primeiros títulos de simples e duplas da ITF, estreia no WTA Tour
Bouzková começou a jogar como sênior em abril de 2013. Seu primeiro torneio foi o Katowice Open (torneio WTA Tour), onde disputou a qualificação como jogadora curinga. Na primeira rodada ela perdeu para Katarzyna Piter. Dois meses depois, ela fez sua estreia no Circuito Feminino da ITF no torneio $ 25k Zlín. Sua primeira vitória na ITF veio no torneio $ 10K Praga em agosto, onde ela derrotou seu compatriota Nikola Fraňková.
Em março de 2014, ela alcançou sua primeira semifinal da ITF no evento $ 10k Gainesville. Como resultado, ela estreou no top 1000 uma semana depois. Pelo segundo ano consecutivo, ela jogou como jogadora curinga no Katowice Open na qualificação, mas ainda não conseguiu fazer sua estreia no sorteio principal do WTA Tour. No início de outubro, ela conquistou seu primeiro título da ITF no torneio $ 10k Hilton Head, após derrotar Natalia Viklhyantseva, em dois sets. Logo depois, ela chegou às quartas de final do torneio $ 50k Toronto. Isso a ajudou a fazer sua estreia no top 500 logo depois.
Recebendo um curinga para o Aberto do México de 2015 em Acapulco, Bouzková fez sua estreia no sorteio principal do WTA Tour, mas perdeu para Sesil Karatantcheva na primeira rodada. Em abril, ela não conseguiu chegar ao sorteio principal do Katowice Open e do Prague Open. Em junho, ela ganhou dois torneios consecutivos de $ 10K Grand Baie La Croisette nas Ilhas Maurício. Ela seguiu com outro título da ITF, o torneio $ 10K La Possession na Ilha da Reunião (França). 
Em agosto, ela alcançou o torneio $ 15K Horb e a final $ 10K Portschach. Na segunda quinzena de setembro, ela alcançou a semifinal do torneio $ 25K Monterrey como seu último resultado significativo do ano. Além disso, ganhou sua primeira temporada de duplas. Ela jogou apenas um torneio, o torneio $ 10K Grand Baie La Croisette e ganhou o título.

### 2016-18: Sucesso no Circuito ITF; estreia no Grand Slam

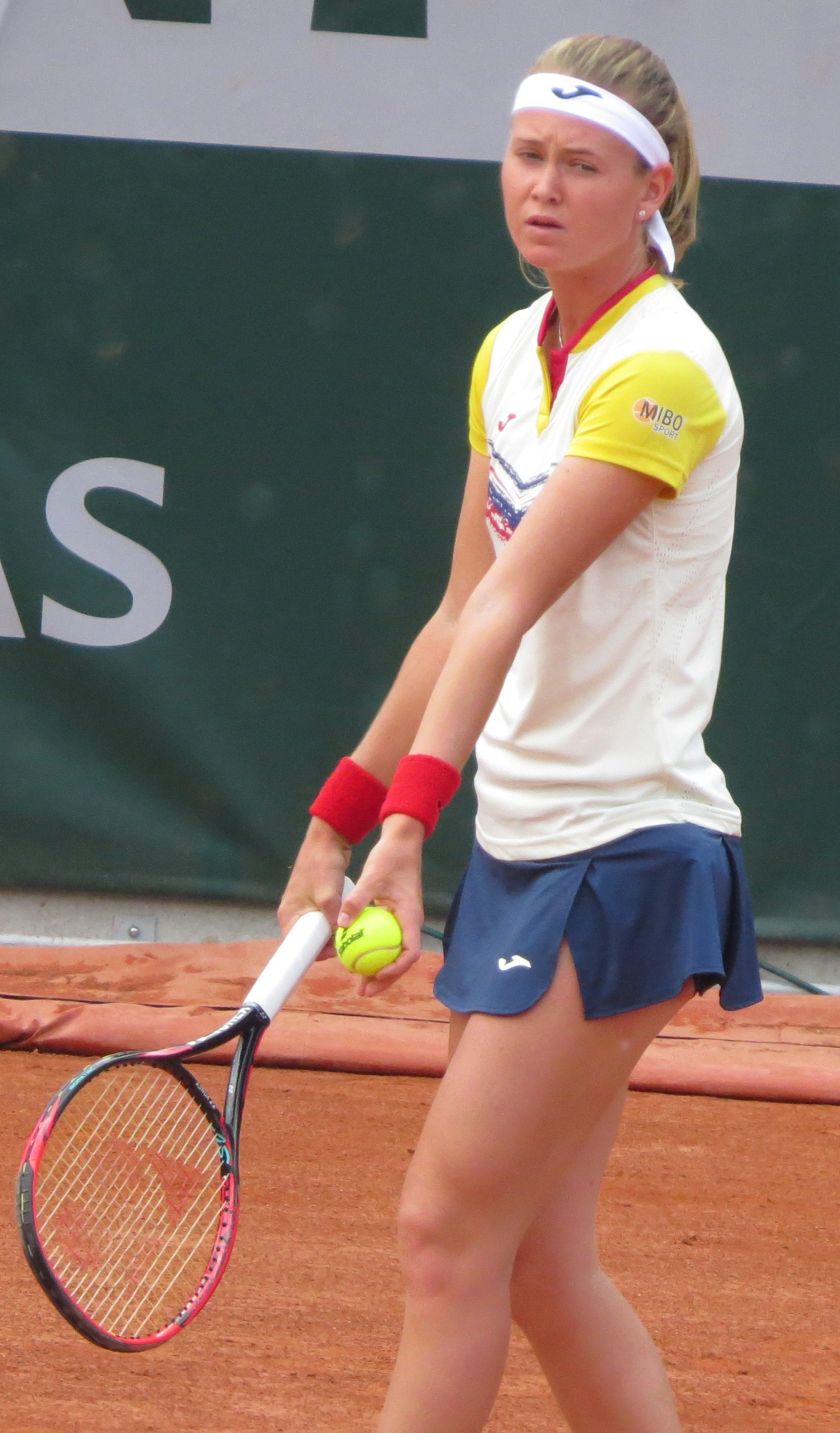
Bouzková no Aberto da França de 2018.

Apesar de ter estreado no WTA Tour, nos três anos seguintes Bouzková teve resultados mais impressionantes no Circuito ITF. Ela começou a temporada de 2016 com a final do torneio $ 10K em Fort-de-France (Martinica). Na semana seguinte, ela viajou para Guadaloupe onde conquistou seu primeiro título do ano, no torneio $ 10k Petit Bourg. Durante a segunda quinzena de fevereiro, ela ganhou o título no $ 25k Cuernavaca e, em seguida, levantou o troféu em maio no evento $ 10k Monzon. Um mês depois, ela ganhou o título no $ 10K Puszczykowo depois de derrotar Valeriya Savinykh na final e não perder um único set durante o torneio. Em setembro, ela jogou na qualificação do Tournoi de Québec como sua primeira aparição em qualquer torneio WTA na temporada. Depois de perder para Lauren Davis na primeira rodada da qualificação, ela foi forçada a continuar com os eventos da ITF. No entanto, ela não chegou a nenhuma semifinal até o final do ano.
Durante janeiro de 2017, Bouzková teve duas derrotas iniciais nos dois torneios de $ 25k nos Estados Unidos. Seu próximo destino foi a Austrália. Ela começou bem com a semifinal do $ 60K Burnie International. Após a derrota inicial na semana seguinte no $ 60K Launceston International, ela ganhou o título no torneio $ 25k Perth derrotando seu compatriota Markéta Vondroušová. No início de março, ela perdeu na qualificação para o Aberto do México em Acapulco, mas depois conquistou o título no evento de $ 15.000 em Orlando. Um mês depois, ela chegou ao sorteio principal do Ladies Open Bien/Bielle por meio da qualificação, como sua primeira aparição no sorteio principal desde o Aberto do México em fevereiro de 2015. Ela perdeu na primeira rodada para Barbora Strýcová. Ainda na Suíça, uma semana depois, Bouzkova chegou à semifinal do torneio $ 25k Chiasso. Em maio, ela chegou a outra final da ITF, desta vez no torneio $ 25k Monzon, mas perdeu para Georgina Garcia Perez. Alguns progressos foram vistos em Bouzková, desde que ela fez sua estreia no Grand Slam nas eliminatórias de Wimbledon. Depois de conquistar sua primeira vitória lá, ela foi interrompida na segunda rodada da qualificação. No US Open, ela fez outra tentativa de chegar ao sorteio principal do Grand Slam, mas perdeu na primeira rodada da qualificação. No final de setembro, ela avançou para a final do evento $ 25k Stillwater, mas perdeu para Aleksandra Wozniak. Ela terminou o ano com duas finalizações iniciais no WTA Challengers na Ásia, Hua Hin e Taipei. Foi sua estreia no WTA Challenger Tour.
Sua temporada de 2018 foi marcada com sua estreia no Grand Slam em simples e o retorno a eventos de duplas. Apesar de perder nas eliminatórias dos três primeiros majors, o Bouzková venceu três partidas nas eliminatórias do Aberto dos Estados Unidos e assim garantiu vaga no sorteio principal. Ela perdeu em sua primeira partida do sorteio principal contra Ana Bogdan. Durante o ano, ela não teve tanto sucesso em chegar às finais, chegando a apenas uma, no torneio $ 25k Iraputo em fevereiro de 2018. Ela conquistou o título, após derrotar Kristina Kucová na final. No entanto, esta temporada foi especial para Bouzková desde que ela fez seu retorno de duplas após jogar seu último evento em junho de 2015. Apesar de jogar apenas cinco eventos, ela chegou a uma semifinal, no $ 60k Granby Challenger em julho de 2018.

### 2019: Premier-5 semifinal, top 100, três vitórias no top 10
Para Bouzková, a temporada começou no Brisbane International, onde jogou nas eliminatórias, a fim de se classificar para o sorteio principal. Ela passou na qualificação e no primeiro round enfrentou Samantha Stosur. Bouzková venceu, mas foi interrompido na próxima rodada por Karolína Plíšková. No Aberto da Austrália, ela não conseguiu se classificar, perdendo na primeira fase da qualificação para a compatriota Barbora Krejčíková. Tanto no Indian Wells Open quanto no Miami Open, ela não conseguiu se classificar. Na temporada de quadra de saibro, ela alcançou a primeira rodada do Aberto de Praga e passou na qualificação para o Aberto da França, onde perdeu na primeira rodada para Bianca Andreescu. Em Wimbledon, ela também entrou na qualificação. Na primeira rodada do sorteio principal, ela venceu Mona Barthel, mas perdeu para Maria Sakkari na segunda.
Durante o US Open Series, ela jogou no Stanford Classic, onde falhou na primeira rodada. Na semana seguinte, no Aberto do Canadá, ela fez sua primeira aparição nas eliminatórias de algum torneio Premier-5 e conquistou o melhor resultado de sua carreira até então. No caminho para as semifinais, ela derrotou Leylah Fernandez, a ex-campeã do US Open Sloane Stephens, a ex-campeã do Aberto da França Jeļena Ostapenko e a bicampeã do Grand Slam Simona Halep, com Stephens e Halep sendo suas duas primeiras vitórias entre os dez primeiros. Bouzková enfrentou Serena Williams nas semifinais. Bouzková venceu o primeiro set, mas Serena deu uma virada e acabou vencendo a partida. No US Open, Bouzková fez sua primeira aparição no sorteio principal de um torneio do Grand Slam, sem precisar jogar nas eliminatórias; no entanto, ela perdeu para Ajla Tomljanović. No swing asiático, ela chegou às quartas de final no Aberto de Guangzhou, também marcando uma terceira vitória entre os dez primeiros sobre Elina Svitolina, e a segunda rodada no Aberto de Wuhan, mas não conseguiu se classificar para o Aberto da China.
Em julho, ela alcançou o top 100 e terminou o ano como nº 57.

### 2020: Primeira final de simples do torneio WTA, top 50 em simples

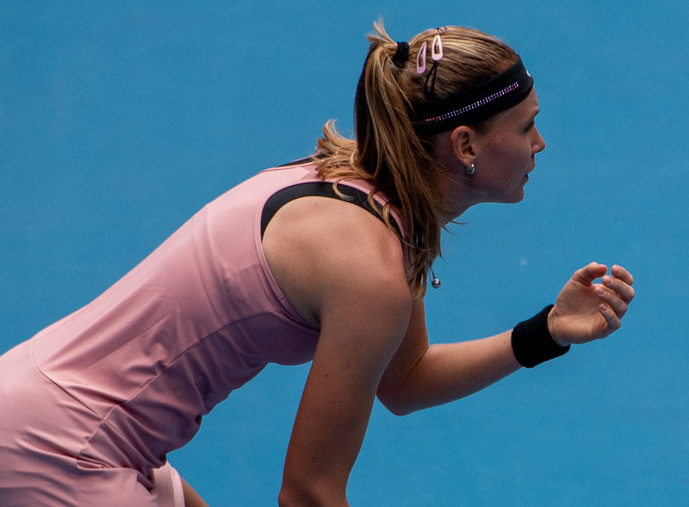
Bouzková no Australian Open de 2020.

Bouzková não teve muito sucesso em seus primeiros torneios. No Brisbane International, ela falhou no primeiro turno, perdendo para o Madison Keys. Na semana seguinte no Hobart International, ela também perdeu na primeira rodada. Ela jogou no Aberto da Austrália pela primeira vez no sorteio principal, mas foi interrompida na primeira rodada pela atual campeã Naomi Osaka. No Aberto do México, ela ainda não conquistou sua primeira vitória em 2020, mas na semana seguinte, no Aberto de Monterrey, finalmente aconteceu, quando chegou à sua primeira final de torneio WTA. Ela perdeu a final para Elina Svitolina em uma partida difícil de três sets. Após seu bom desempenho em Monterrey, ela entrou no top 50 em 9 de março na 47ª posição.
Após o surto de pandemia de COVID-19, ela teve sucesso em seu primeiro torneio ao chegar às quartas de final, mas perdeu para a eventual campeã, Jennifer Brady. Ela também teve sucesso no Cincinnati Open ao chegar à terceira rodada, onde perdeu para Anett Kontaveit. No US Open, ela perdeu na primeira rodada para Jessica Pegula. Durante a temporada de quadra de saibro, ela disputou o Aberto da Itália, fazendo sua estreia naquele torneio. Ela foi interrompida no segundo turno por Elena Rybakina. Em 31 de agosto, ela alcançou um novo recorde na carreira de solteiros, no 46º lugar.

### 2021: Levantamento de duplas: duas grandes quartas de final e o primeiro título do WTA Tour e os 35 primeiros
Em junho, ela conquistou seu primeiro título do torneio WTA em duplas no Birmingham Classic, ao lado da compatriota Lucie Hradecká, onde derrotou a dupla de Ons Jabeur e Ellen Perez em uma partida acirrada de três sets. Ela ergueu seu segundo troféu também com Hradecká no Aberto de Praga.

### 2022: quartas de final de Wimbledon, primeiro título WTA e top 30 em simples
Ela registrou sua primeira grande vitória no Aberto da Austrália sobre a vinda da qualificatória Rebecca Marino. No Indian Wells Open, ela chegou à terceira rodada deste torneio pela primeira vez em sua carreira. Ela repetiu o feito chegando também à terceira rodada no nível WTA 1000 no Aberto de Madri. No Aberto da França, ela alcançou a segunda rodada em simples pela primeira vez em sua carreira, mas teve que desistir de sua partida de simples com Elise Mertens e de duplas devido ao COVID-19.
Em Wimbledon, ela derrotou Caroline Garcia para chegar às quartas de final do Grand Slam em sua carreira.
No Aberto de Praga, Bouzková derrotou Anastasia Potapova para vencer seu primeiro torneio WTA em sua carreira. Como resultado, ela voltou para o top 50 no ranking mundial No. 46 em 1º de agosto de 2022.
No WTA 1000 Cincinnati Open, ela chegou à segunda rodada depois que a 11ª cabeça-de-chave Coco Gauff se aposentou. Em duplas, ela chegou às oitavas de final com Laura Siegemund. E, como resultado, ela alcançou um novo recorde na carreira, a 41ª posição em simples, e voltou ao top 40 na classificação de duplas.
No WTA 1000 Guadalajara Open, ela chegou às quartas de final apenas pela segunda vez neste nível, derrotando Liudmila Samsonova. Ela então chegou às semifinais, depois que Anna Kalinskaya foi forçada a se retirar da partida. Como resultado, ela alcançou um novo recorde na carreira, ficando entre as 30 primeiras no ranking de simples. Ela então perdeu sua partida da semifinal para Maria Sakkari em dois sets; o jogo foi atrasado pela chuva após o primeiro set e teve que continuar no dia seguinte.

### 2023: Terceira vitória no top 5 de simples, quartas de final do Aberto da França e semifinal do Aberto da Itália em duplas
Bouzková alcançou a quarta rodada do Aberto da Itália pela primeira vez neste WTA 1000, derrotando a sexta cabeça de chave Coco Gauff em sua terceira vitória entre as cinco primeiras do ranking. No mesmo torneio, em sua estreia em duplas, chegou às semifinais com Bethanie Mattek-Sands por "ranking protegido". Elas perderam para a dupla quarta cabeça de chave e eventual campeãs, Elise Mertens e Storm Hunter.
No torneio de Cincinnati, Bouzková chegou às quartas de final, onde foi obrigada a abandonar a partida contra Karolína Muchová devido a uma lesão.
No Aberto da China, Bouzková fez parceria com Sara Sorribes Tormo e elas venceram seu primeiro torneio WTA 1000 sobre a dupla Giuliana Olmos / Chan Hao-ching em jogo de três sets. No Korea Open, ela chegou às quartas de final, onde perdeu para  Yuan Yue em dois sets equilibrados. Ela melhorou ainda mais seu desempenho chegando à final no torneio seguinte, o Jiangxi Open que perdeu para a compatriota Kateřina Siniaková na final mais longa da temporada, em três horas e 33 minutos.

### 2024
Bouzková começou o ano participando do ASB Classic no qual chegou à final de duplas com sua parceira Bethanie Mattek-Sands. Apesar de  cabeças de chave N° 1 elas perderam para a dupla cabeça de chave N° 2 Anna Danilina / Viktória Hrunčáková [en] em jogo equilibrado de três sets. Na chave de simples, ela chegou às quartas de final que perdeu para Elina Svitolina em sets diretos. Logo depois, participou do Hobart International como "cabeça de chave" N° 5, vencendo Viktorija Golubic na estreia em sets diretos e perdendo na segunda rodada para Yulia Putintseva em jogo de três sets. Depois disso, partiu para o Australian Open, no qual como "cabeça de chave" N° 31, perdeu na primeira rodada para Linda Nosková em sets diretos.
Prosseguindo sua campanha em quadras duras, agora no Oriente Médio, Bouzková participou do Abu Dhabi Open, onde, perdeu para a "wild card",  Emma Raducanu na primeira rodada em sets diretos. Em seguida, no Qatar Open, ela perdeu para Danielle Collins na segunda rodada em sets diretos e no Dubai Championships, na primeira rodada, perdeu para Anastasia Pavlyuchenkova em sets diretos. No giro americano, o  desempenho não melhorou, ficando na segunda rodada em Indian Wells e na primeira em Miami
Bouzková deu início à temporada em quadras de saibro na Copa Colsanitas, em Bogotá, onde, como cabeça de chave No 1, teve sucesso, chegando à final, derrotando Rebecca Marino, Hailey Baptiste [en], Laura Siegemund nas quartas de final em jogo de três sets muito equilibrado e Kamilla Rakhimova na semifinal em sets diretos porém muito disputados. Na final, ela perdeu para Camila Osorio em sets diretos ficando com o vice-campeonato. Depois disso, tentou o Internationaux de Strasbourg, mas não passou pela qualificatória. Já no Aberto da França, venceu a cabeça de chave N° 29, Veronika Kudermetova, na primeira rodada em sets diretos, venceu a "lucky loser" da qualificatória, Jana Fett, na segunda, também em sets diretos, mas perdeu na terceira para a cabeça de chave N° 1, Iga Swiatek, mais uma vez em sets diretos.
Bouzková começou a temporada em quadras de grama pelo Birmingham Classic, no qual venceu Heather Watson na primeira rodada em três sets, mas perdeu para Diana Shnaider em sets diretos. No Eastbourne International, não passou da primeira rodada, e em Wimbledon, ela ficou na segunda.
Logo em seguida, Bouzková deu início à temporada de quadras duras na América do norte, no Washington DC Open, no qual venceu Mccartney Kessler [en], Taylor Townsend, Robin Montgomery [en] nas quartas de final e Aryna Sabalenka na semifinal. Na final, a sua primeira em um WTA 500, enfrentou Paula Badosa, e em jogo tenso, com algumas interrupções devido à chuva, acabou perdendo em três sets, ficando com o vice-campeonato.